# Forêt de la Roche Turpin
Pour les articles homonymes, voir Turpin.
La forêt de la Roche Turpin se trouve en Essonne dans la région Île-de-France. Elle est située à 25 km au sud-ouest de Paris, dans le Hurepoix. 
Cette forêt est un ancien lieu d’extraction de grès. Aujourd'hui, c'est un domaine départemental acquis en 1972, équipé en promenades, aire de pique-nique et aire de jeux pour les enfants.

## Géographie

### Physique
La forêt se trouve entre 120 m et 157 m d’altitude. Elle recouvre sur un plateau gréseux recouvert d’argile à meulière et de pentes sableuses. 

### Administrative
La forêt de la Roche Turpin s'étend sur les communes de Bruyères-le-Châtel, sur 103 ha, et de Fontenay-lès-Briis, sur 20 ha.

## Protection
La forêt de la Roche Turpin est classée Espace naturel sensible (ENS) et Espace boisé classé.

## Galerie

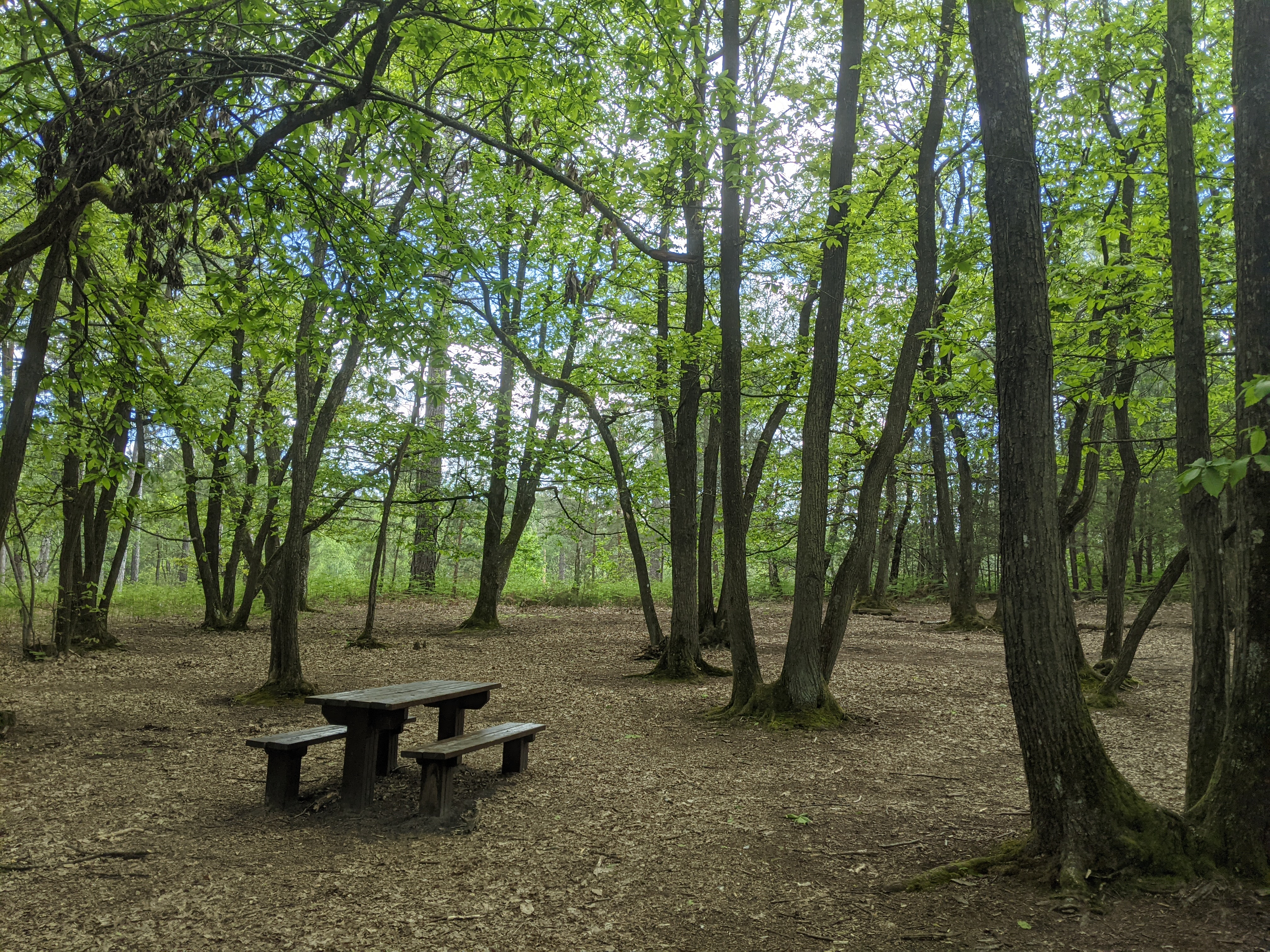
Aire de Pique-nique
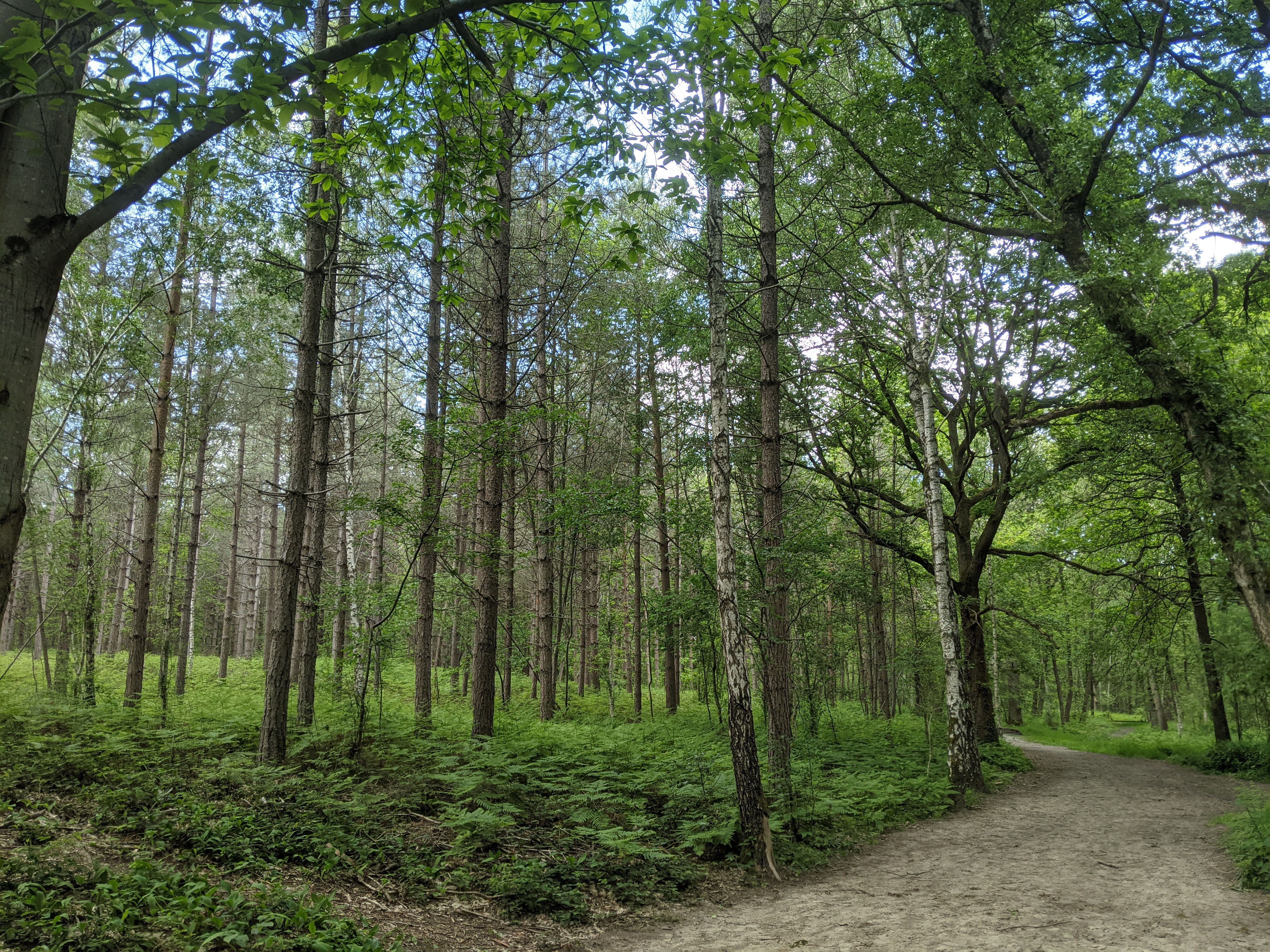
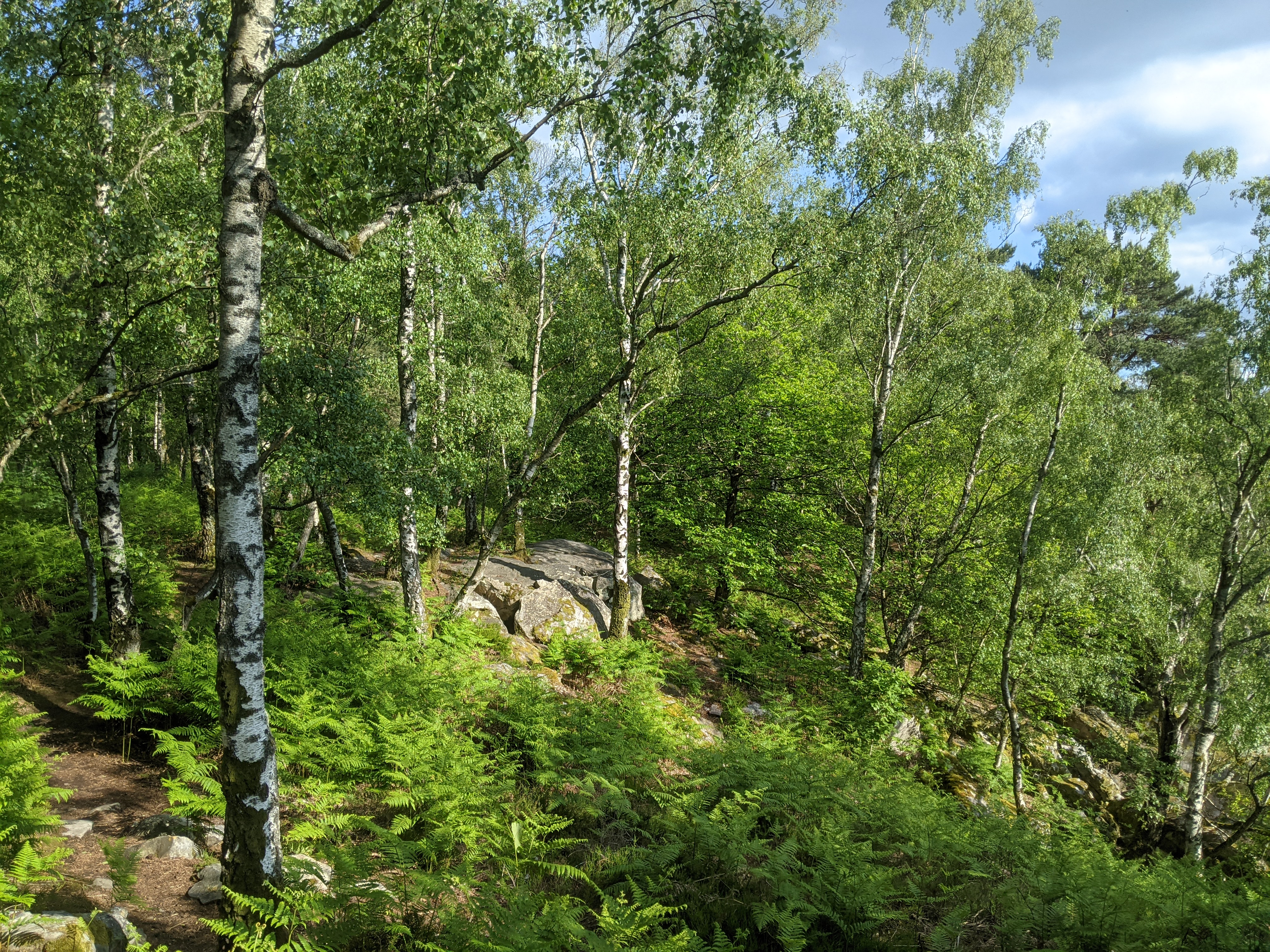
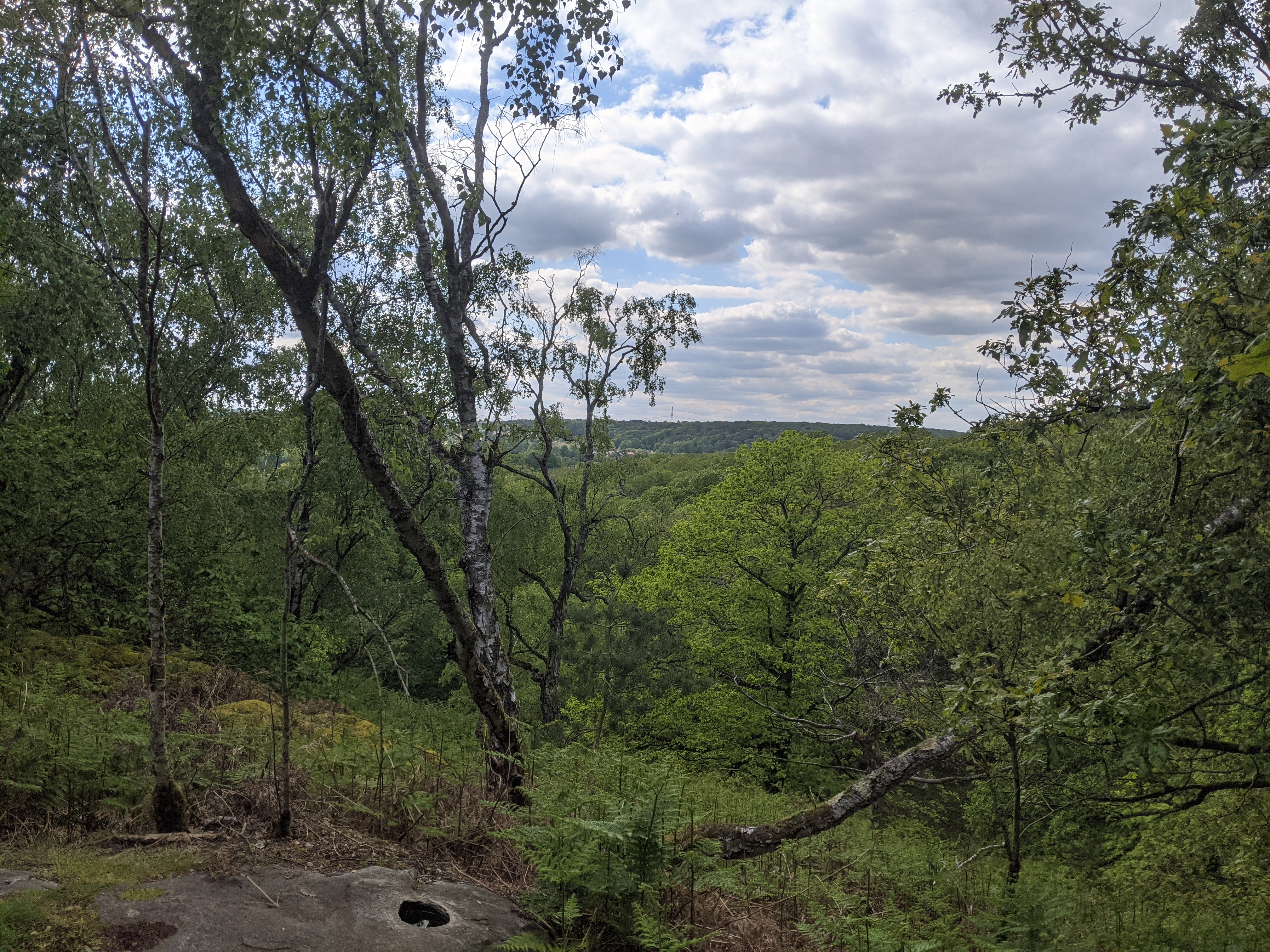
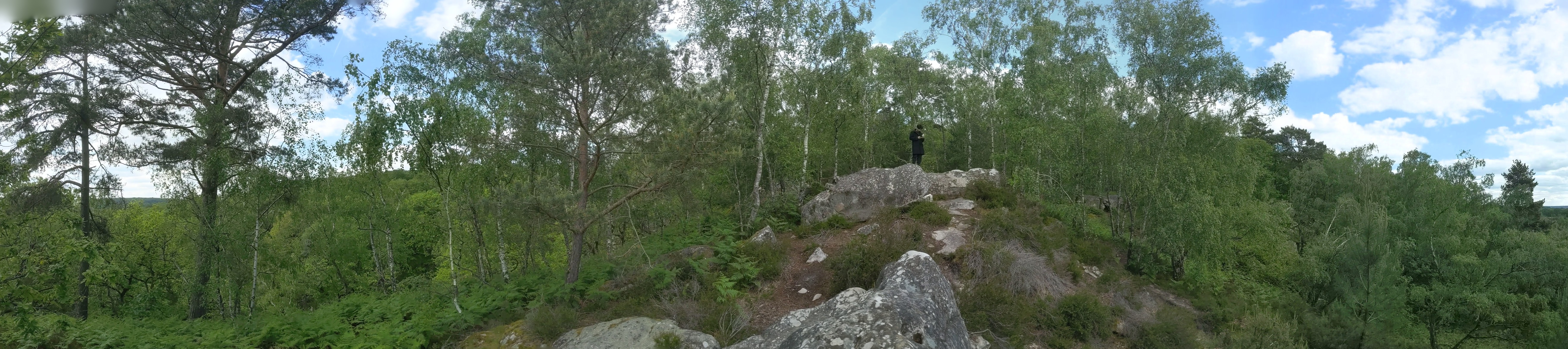
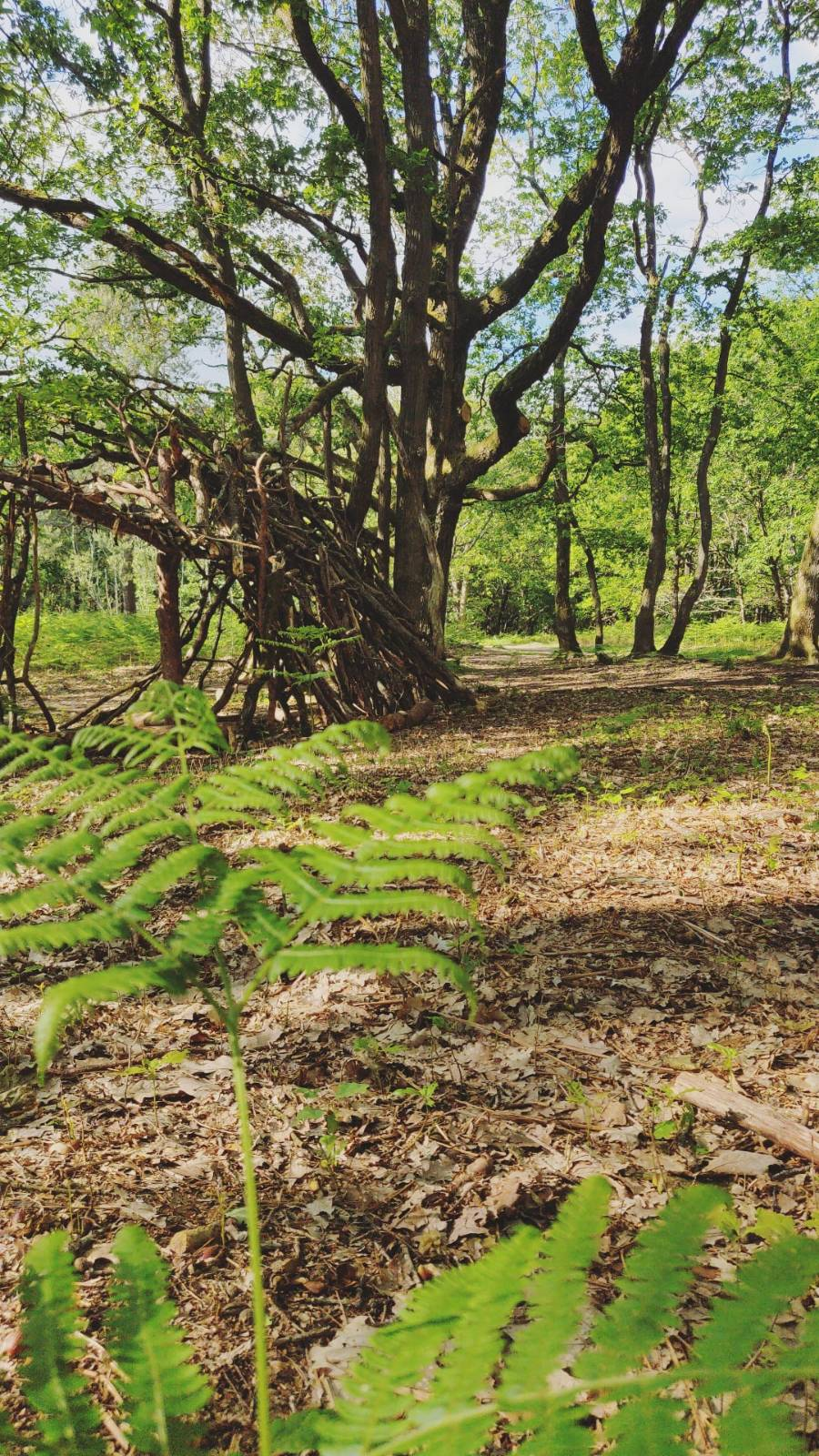